# کالاراوا
کالاراوا (به لاتین: Kallarawa) یک منطقهٔ مسکونی در سری‌لانکا است که در ناحیه ترینکومالی واقع شده‌است.